# Europese kampioenschappen kyokushin karate 2002 (IKO)
De Europese kampioenschappen kyokushin karate 2002 waren door de International Karate Organization (IKO) georganiseerde kampioenschappen voor kyokushinkai karateka's. De 15e editie van de Europese kampioenschappen vond plaats in het Bulgaarse Varna.

## Geschiedenis
De Tamashiwara-award werd toegekend aan de Pool Tomasz Najduch. De prijs voor beste mannelijke karateka werd toegekend aan de Bulgaar Emil Kostov en die voor beste vrouwelijke karateka aan de Poolse Adrianna Bienkowska.

## Resultaten
| Gewichtsklasse | Goud                | Zilver           | Brons                             |
| Heren          | Heren               | Heren            | Heren                             |
| -------------- | ------------------- | ---------------- | --------------------------------- |
| -70kg          | Lucian Gogonel      | Semen Yakovenko  | Raymond Mikkelsen Georgi Vasilev  |
| -80kg          | Emil Kostov         | Plamen Jeliazkov | Erik Grindheim Javier Lezcano     |
| -90kg          | Akos Aladics        | Marek Kubek      | Pablo Estensoro Semoyn Garan      |
| +90kg          | Tomasz Najduch      | Marek Kosowski   | Rudolf Conquet Lucian Spiridon    |
| Dames          |                     |                  |                                   |
| -55kg          | Eva Pawlikowska     | Agata Pastuszka  | Zurine Eciolaza Nevena Vasileva   |
| -65kg          | Adrianna Bienkowska | Anna Jasinska    | Cathrine Aasen Zinayida Vovk      |
| +65kg          | Agnieszka Sypien    | Anna Kaczynska   | Christina Nielsen Nadezda Petrova |